# Parbatipur
Parbatipur è un sottodistretto (upazila) del Bangladesh situato nel distretto di Dinajpur, divisione di Rangpur. Si estende su una superficie di 395,1 km² e conta una popolazione di 365.103  abitanti (censimento 2011).